# Guénaël
Pour les articles homonymes, voir Gwenael et Gwenn Aël.
Guénaël ou Gwenaël est un prénom breton masculin .

## Origine
Les formes anciennes du nom sont Uuinhael, Guinhael (833), Guenhael (866) et sont interprétées comme composées de gwenn-, « blanc » ou « pur », et de hael « généreux ».

## Variantes
En Breton, il ne peut avoir de féminisation du prénom sous les formes suivantes comme  Guénaèle, Guénaëlle, Gwenaëlle et Gwennaëlle.Ce sont des variantes francisées. Il est à préciser que dans la langue bretonne,le genre féminin sous cette forme avec la terminaison  "elle", n'existe pas.

## Saint des églises chrétiennes
- Saint Gwenaël, fêté le 3 novembre.

## Personnes portant ce prénom
- Pour voir tous les articles concernant les personnes portant ce prénom, consulter les pages commençant par Guénaël et Gwenaël.